# Индустрија целулозе и папира
Индустрија целулозе и папира је грана индустрије која се бави производњом хартије, картона, разних врста влакана и сличних производа. Ослања се на шумарство, а основне сировине су јој дрво (бор, бреза, јела, буква и др.), отпаци од обраде дрвета, трска и слама.
У Србији постоји неколико фабрика које се баве овом делатношћу: Тетра Пак, Нови Београд, Симком, Новески, Фабрика картона Умка, Омни Амбалажа, Бачка Паланка и др.